# La belle saison est proche
 (juillet 2025).
Pour plus de détails, voir Fiche technique et Distribution.
La belle saison est proche est un film documentaire français de court métrage réalisé par Jean Barral, sorti en 1959. 

## Synopsis
Évocation de la vie du poète Robert Desnos à partir des témoignages de ceux qui furent ses amis.

## Fiche technique
- Titre : La belle saison est proche
- Réalisation : Jean Barral
- Scénario : Jean Barral
- Photographie : Oleg Tourjansky
- Production : Les Films Jean Barral
- Pays d'origine : France
- Genre : Documentaire
- Durée : 20 min
- Date de sortie : 1959

## Distribution
- Youki Desnos
- Marcel Achard
- Jean-Louis Barrault
- Roger Blin
- André Breton
- Alain Cuny
- Max Ernst
- Henri Jeanson
- Marcel Mouloudji
- Jacques Prévert
- Pierre Prévert
- Jean Wiener

## Récompenses et distinctions
- 1960 : sélection au Festival de Tours